# Cu li lớn
Cu li lớn hay cu li Sunda (danh pháp hai phần: Nycticebus coucang) là một loại cu li thuộc phân họ Cu li. Loại linh trưởng di chuyển chậm này có mắt to lồi, tai nhỏ và gần như bị lông rậm che khuất. Đuôi của chúng chỉ là một mẩu cụt. Đây là loài sống trên cây, kiếm ăn ban ngày. Cu li Sunda sống ở châu Á.
Có các phân loài được ghi nhận:
- Nycticebus coucang coucang
- Nycticebus coucang menagensis
- Nycticebus coucang javanicus

## Hình ảnh

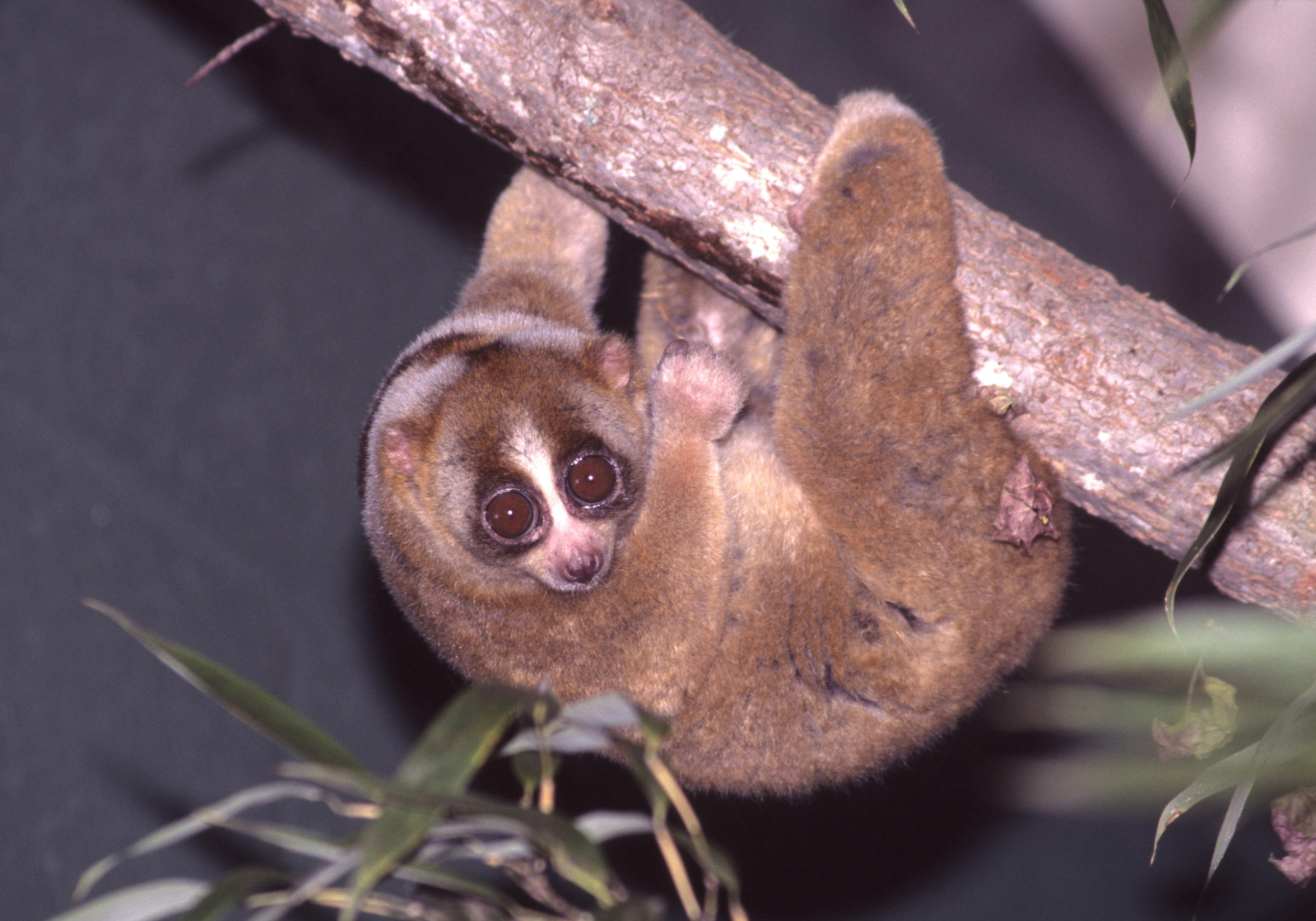
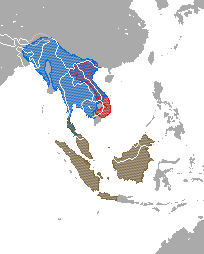
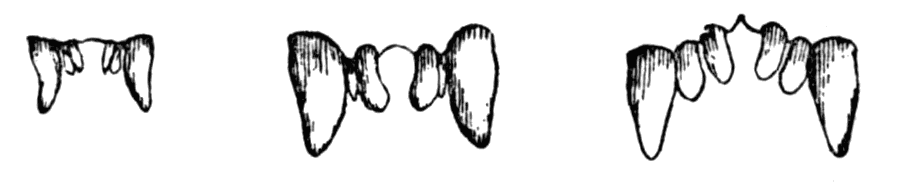
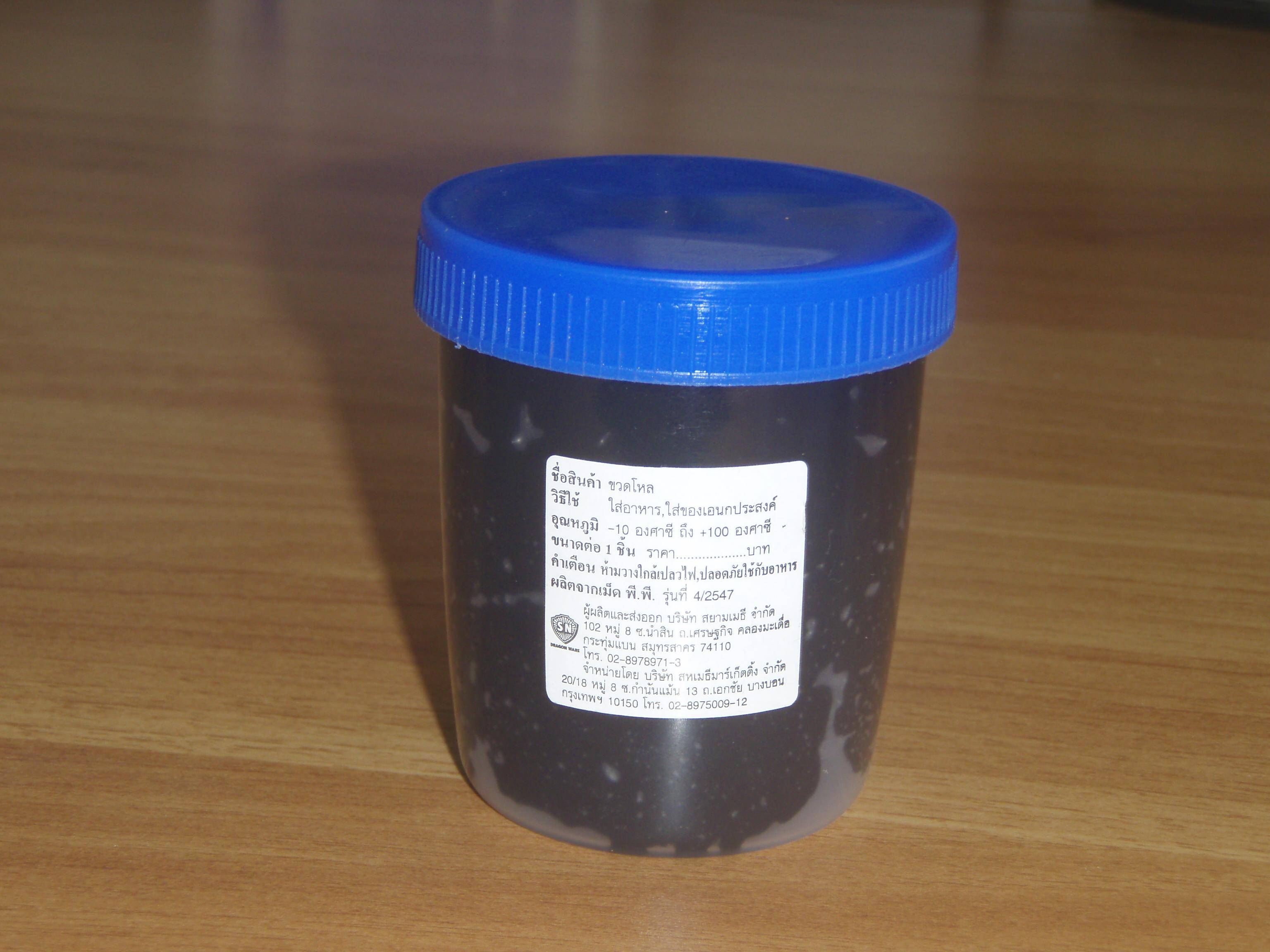